# Delairea
 Delairea  Lem., 1844 è un genere di piante angiosperme dicotiledoni della famiglia delle Asteraceae (sottofamiglia Asteroideae).

## Etimologia
Il nome del genere è stato dato in onore di Dom. E. Delaire (1810 - 1856), botanico francese e capo giardiniere presso i Giardini Botanici di Orleans, che per primo ha fornito un esemplare del genere Delairea al botanico Lemaire.
Il nome scientifico del genere è stato definito dal botanico Charles Lemaire (1801-1871) nella pubblicazione " Annales des Sciences Naturelles; Botanique" (Ann. Sci. Nat., Bot. sér. 3, 1: 379) del 1844.

## Descrizione

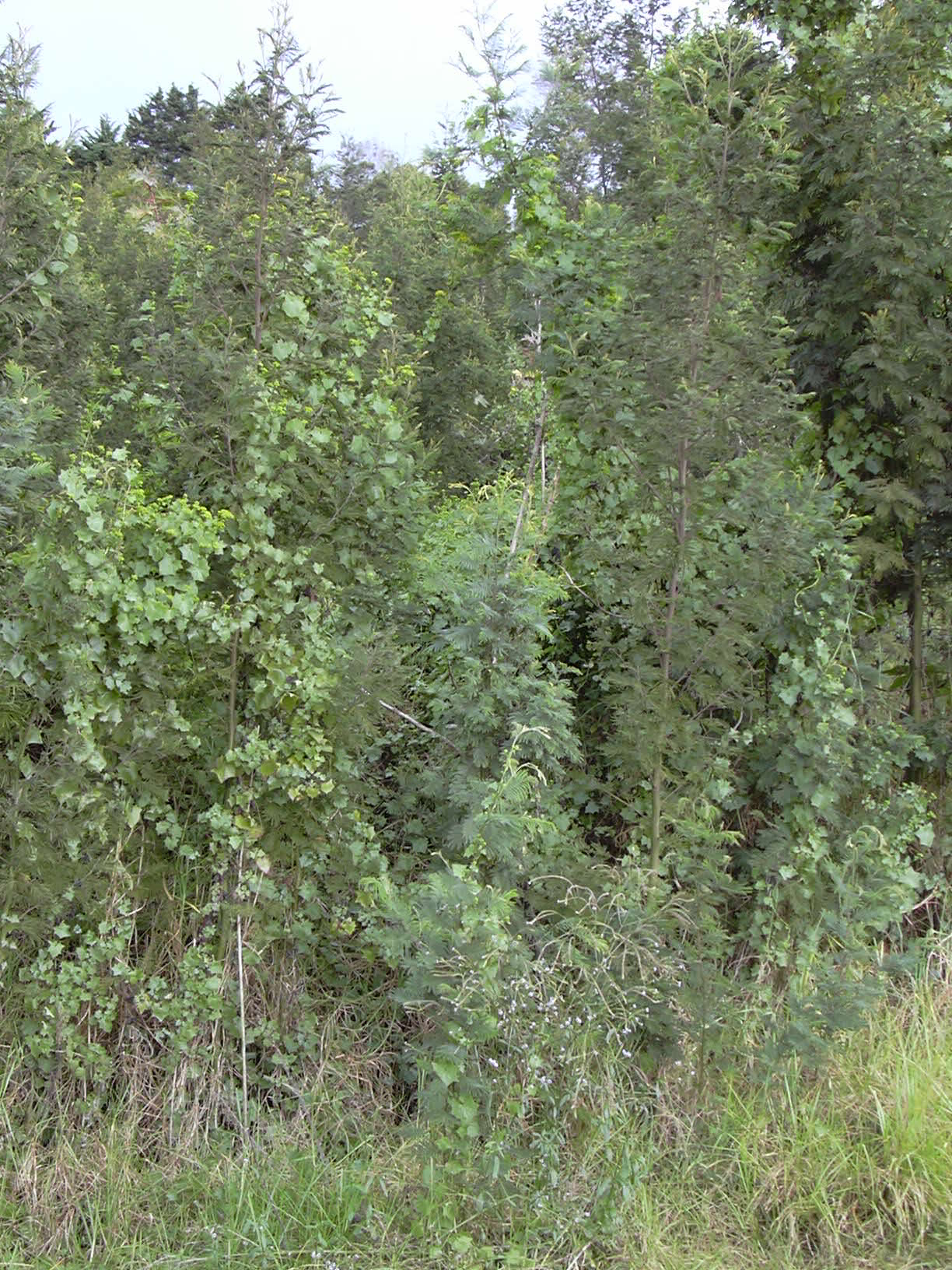
Il portamento
Delairea odorata

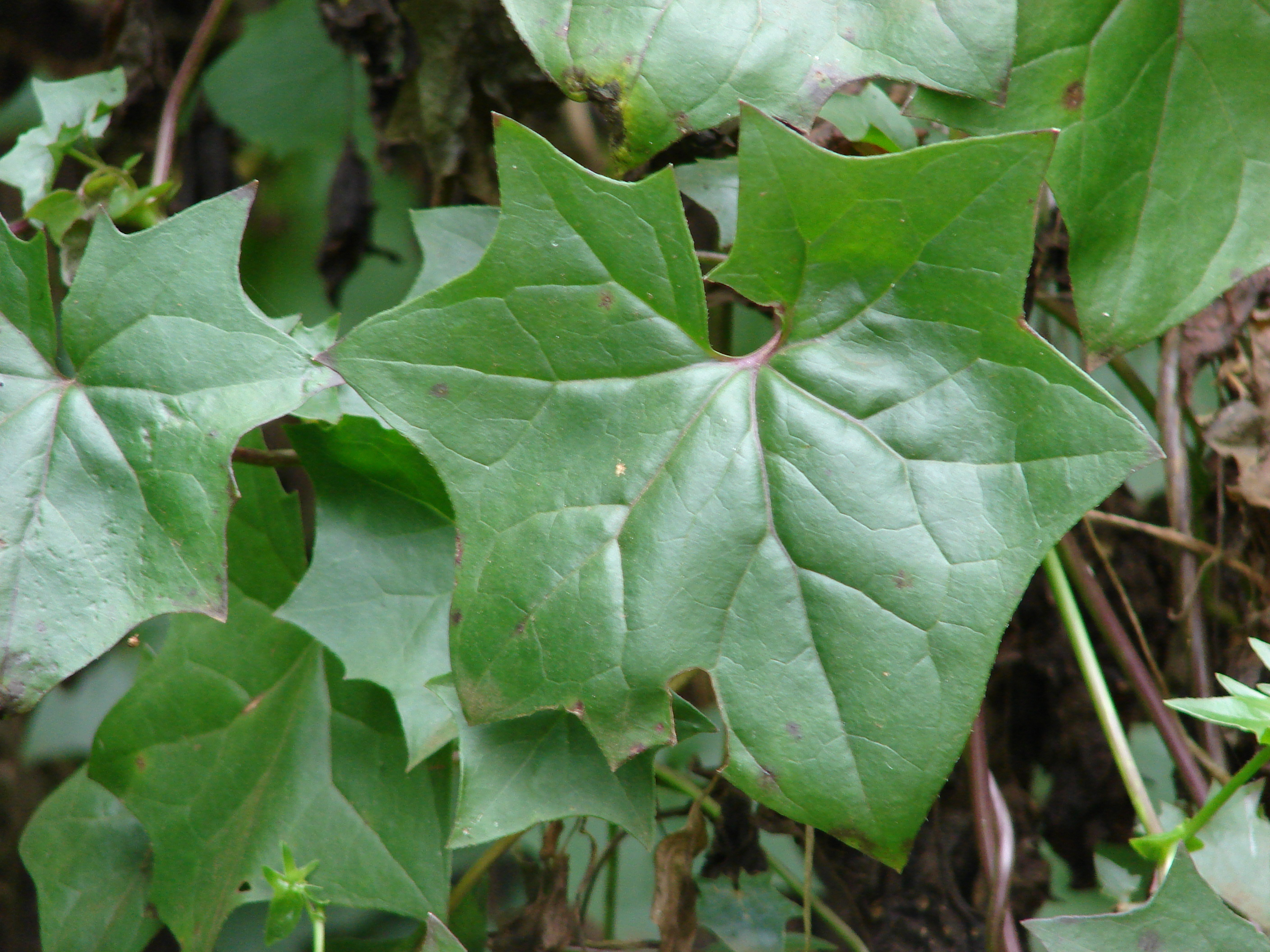
Le foglie
Delairea odorata

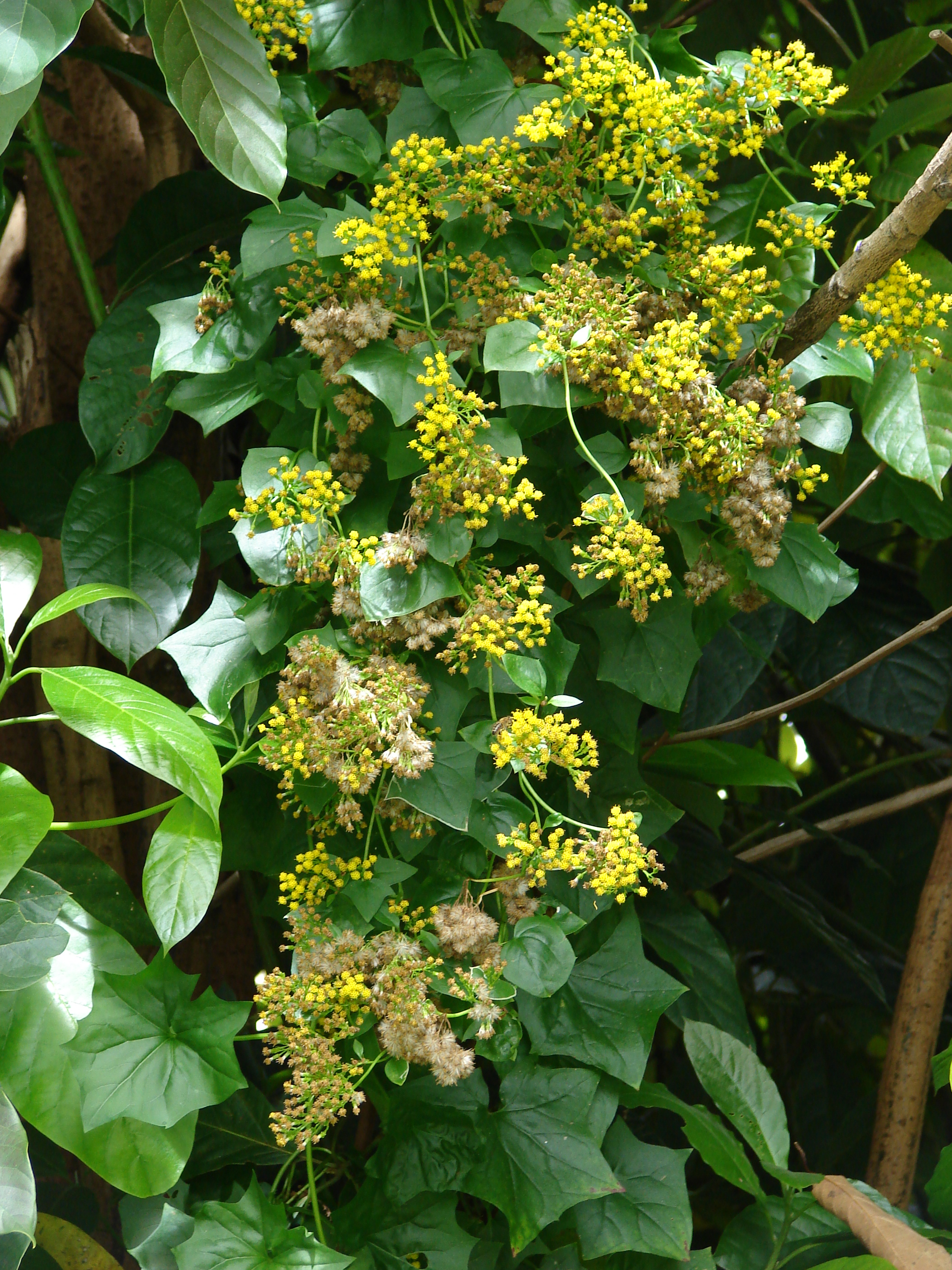
Infiorescenza
Delairea odorata

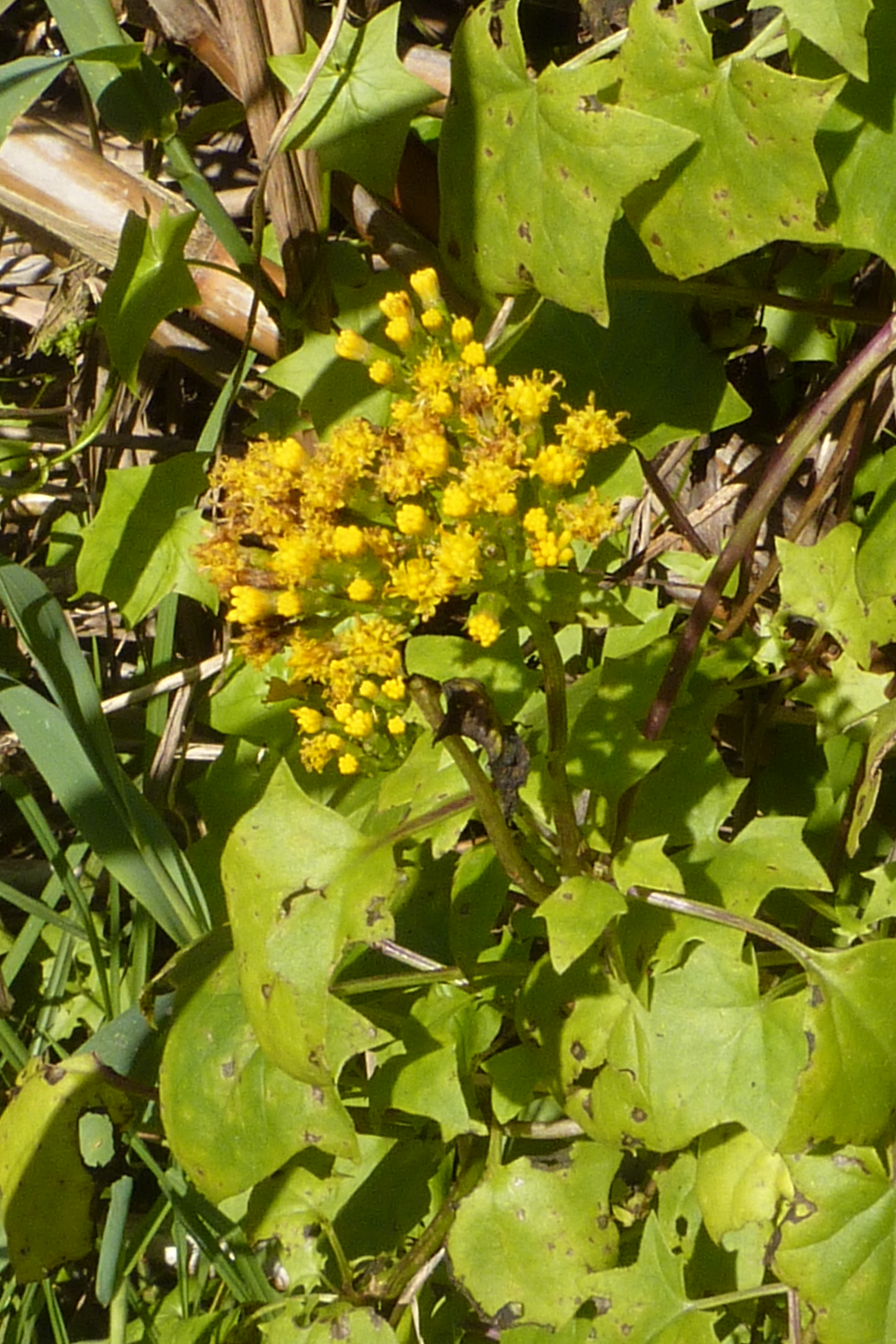
I fiori
Delairea odorata

Habitus. Le specie di questo genere hanno un habitus di tipo erbaceo succulente perenne tipo vite. Queste piante raggiungono al massimo 6 metri di sviluppo.
Radici. Le radici in genere sono secondarie da rizoma e possono essere fibrose. I rizomi sono striscianti e legnosi.
Fusto. La parte aerea è strisciante e rampicante con rami intrecciati.
Foglie. Le foglie sono cauline disposte in modo alternato; sono picciolate; la forma della lamina è intera ovato-cordata con auricole alla base; i margini sono interi o dentati o seghettati; la consistenza della foglia è succulenta; la superficie è glabra con venature palmate.
Infiorescenza. Le sinflorescenze sono composte da molti capolini organizzati in formazioni corimbose. Le infiorescenze vere e proprie sono formate da un capolino di tipo discoide, terminale e peduncolato. Alla base dell'involucro è presente un calice formato da brattee fogliacee (2 - 4 brattee). I capolini sono formati da un involucro, con forme da cilindriche a debolmente turbinate, composto da diverse brattee, al cui interno un ricettacolo fa da base ai fiori tubulosi. Le brattee, da 7 a 8 e persistenti, sono disposte in modo embricato di su una o due serie e possono essere connate alla base; la forma è lanceolata con margini scariosi. Il ricettacolo è nudo (senza pagliette a protezione della base dei fiori); la forma è convessa e a volte è alveolato. Diametro dell'involucro: 2 – 4 mm.
Fiori.  I fiori (da 8 a 25) sono tetra-ciclici (formati cioè da 4 verticilli: calice – corolla – androceo – gineceo) e pentameri (calice e corolla formati da 5 elementi). Sono inoltre ermafroditi, tubulosi e actinomorfi.
- Formula fiorale:

*/x K {\displaystyle \infty }, [C (5), A (5)], G 2 (infero), achenio
- Calice: i sepali del calice sono ridotti ad una coroncina di squame.
- Corolla: nella parte inferiore i petali della corolla sono saldati insieme e formano un tubo. In particolare le corolle dei fiori del disco centrale (tubulosi) terminano con delle fauci dilatate a raggiera con cinque lobi. I lobi possono avere una forma da deltoide a triangolare-ovata. Il colore delle corolle è giallo.
- Androceo: gli stami sono 5 con dei filamenti liberi. La parte basale del collare dei filamenti può essere dilatata. Le antere invece sono saldate fra di loro e formano un manicotto che circonda lo stilo. Le antere sono provviste di coda; a volte sono presenti delle appendici apicali che possono avere varie forme (principalmente lanceolate). La struttura delle antere è di tipo tetrasporangiato, raramente sono bisporangiate. Il tessuto endoteciale è radiale o polarizzato. Il polline è tricolporato (tipo "helianthoid").[12]
- Gineceo: lo stilo è biforcato con due stigmi nella parte apicale. Gli stigmi sono troncati o ottusi; possono avere un ciuffo di peli radicali o in posizione centrale; possono inoltre essere ricoperti da minute papille; altre volte i peli sono di tipo penicillato. Le superfici stigmatiche sono separate o parzialmente confluenti, oppure continue.  L'ovario è infero uniloculare formato da 2 carpelli.

Frutti. I frutti sono degli acheni con pappo. La forma degli acheni è oblunga; la superficie è percorsa da 5 coste longitudinali ed è glabra. Possono essere presenti delle ali o degli ispessimenti marginali. Non sempre il carpoforo è distinguibile. Il colore del frutto può essere nero o bruno. Il pappo, caduco, è formato da 40 - 60 setole bianche snelle, fragili e barbate.

## Biologia
Impollinazione: l'impollinazione avviene tramite insetti (impollinazione entomogama tramite farfalle diurne e notturne).
Riproduzione: la fecondazione avviene fondamentalmente tramite l'impollinazione dei fiori (vedi sopra).
Dispersione: i semi (gli acheni) cadendo a terra sono successivamente dispersi soprattutto da insetti tipo formiche (disseminazione mirmecoria). In questo tipo di piante avviene anche un altro tipo di dispersione: zoocoria. Infatti gli uncini delle brattee dell'involucro (se presenti) si agganciano ai peli degli animali di passaggio disperdendo così anche su lunghe distanze i semi della pianta. Inoltre per merito del pappo il vento può trasportare i semi anche a distanza di alcuni chilometri (disseminazione anemocora).

## Distribuzione e habitat
Le specie di questo genere sono distribuite originariamente in Brasile e Sudafrica, ma sono naturalizzate anche in America del Nord, Australia e Europa (compresa Italia).

## Tassonomia
La famiglia di appartenenza di questa voce (Asteraceae o Compositae, nomen conservandum) probabilmente originaria del Sud America, è la più numerosa del mondo vegetale, comprende oltre 23.000 specie distribuite su 1.535 generi, oppure 22.750 specie e 1.530 generi secondo altre fonti (una delle checklist più aggiornata elenca fino a 1.679 generi). La famiglia attualmente (2021) è divisa in 16 sottofamiglie; la sottofamiglia Asteroideae è una di queste e rappresenta l'evoluzione più recente di tutta la famiglia.

### Filogenesi
Il genere di questa voce appartiene alla sottotribù Senecioninae della tribù Senecioneae (una delle 21 tribù della sottofamiglia Asteroideae). In base ai dati filogenetici la sottotribù, all'interno della tribù, occupa il "core" della tribù e insieme alla sottotribù Othonninae forma un "gruppo fratello".
I seguenti caratteri sono indicativi per la sottotribù:
- il portamento è molto vario (erbe, arbusti, liane, epifite, alberelli o alberi);
- le foglie sono sia basali che cauline disposte in modo alternato;
- sono presenti capolini sia radiati, disciformi o discoidi;
- le antere sono tetrasporangiate, raramente bisporangiate.

La struttura della sottotribù è molto complessa e articolata (è la più numerosa della tribù con oltre 1.200 specie distribuite su un centinaio di generi) e al suo interno sono raccolti molti sottogruppi caratteristici le cui analisi sono ancora da completare. Il genere di questa voce, all'interno della sottotribù, fa parte della "Alleanza Curio", insieme alle specie dei generi Baculellum, Curio, del genere Brachyrhynchos Less. (considerato sinonimo di Senecio) e alcune altre specie segregate dal genere polifiletico Senecio.
I caratteri distintivi per le specie del genere  Delairea sono:
- il portamento è del tipo subsucculento;
- la venatura delle foglie è palmata;
- i capolini sono discoidi (solamente fiori tubulosi);
- l'origine del genere è probabilmente sudafricano.

Il numero cromosomico della specie è: 2n = 20 .

### Elenco delle specie
Questo genere ha 2 specie:
- Delairea aparadensis Funez & Hassemer
- Delairea odorata Lem.

### Specie della flora italiana
Nella flora spontanea italiana è possibile trovare la seguente specie:
- Delairea odorata Lem. - Edera del campo: l'altezza massima della pianta è di 3 - 6 dm; il ciclo biologico è perenne; la forma biologica è camefita fruticosa (Ch frut); il tipo corologico è Sudafricano; l'habitat tipico sono i muri; in Italia è una specie rara (avventizia) e si trova al Centro e Sud fino ad una quota di 800 m s.l.m..